# Петер фон Шаумберг
Петер фон Шаумберг (на немски: Peter von Schaumberg; * 22 февруари 1388, воден дворец Митвиц, Бавария; † 12 април 1469, дворец Дилинген на Дунав, Бавария) е от 1424 г. до смъртта си 1469 г. епископ на Аугсбург.

## Произход и управление
Той произлиза от тюрингско-франкския благороднически род Шаумберг в Южна Тюрингия на границата с Бавария, син на Георг IV фон Шаумберг.
Петер фон Шаумберг е каноник във Вюрцбург и викар-генерал и архидякон в Бамберг. През 1424 г. е избран за епископ на Аугсбург. Той свиква два църковни събора и въвежда реформи.
Петер фон Шаумберг разширява и заздравява пътя между Аугсбург и Фюсен през църквата Св. Стефанус (Остерауфкирхе). Папа Евгений IV го издига на 18 декември 1439 г. на кардинал. На 13 март 1446 г. Петер фон Шаумберг помазва Йохан III фон Айх за епископ на Айхщет. При папа Павел II той е легат за германската територия.